# Юкаменське
Юка́менське (рос. Юкаменское) — село, центр Юкаменського району.
Населення — 4104 особи (2010; 4326 в 2002).
Національний склад (2002):
- удмурти — 50 %
- росіяни — 30 %

В селі діють середня школа, 3 садочки та музей народного мистецтва. З підприємств працюють льонозавод, лісгосп та ТОВ «Юкаменське».

## Історія
В 1960-их роках поблизу Юкаменського існувало 2 населених пункти, які пізніше були приєднані до нього. Це Важеєво на півдні та Мальгіни на півночі. Населення відповідно становило 39 та 13 осіб (станом на 1960 рік).
Село було засноване в 1770-ті роки у зв'язку з будівництвом храму Богоявлення Господнього. 1775 року селяни Юмської волості Глазовського повіту звернулись з проханням про будівництво церкви. Постановою Священного Синоду від 24 жовтня 1776 року було визначено місце біля річки Солшурка. Але пізніше селяни попросили перенести храм до кам'янистого гирла річки Ю (сучасна Юкаменка). Спочатку село називалось Ю-Каменське-Богоявленське. Спочатку церква була дерев'яна, але через 30 років завдяки Неофіту Мішкіну була закладена цегляна будівля Свято-Троїцької церкви. Остаточно вона була збудована 1837 року, а 1844 року відкрито парафіяльне початкове училище. 1872 року засновано опікунство для бідних.
До революції 1917 року землі храму використовувались тільки для потреб церкви — навіть цегляний завод був розташований за межами села. Саме ж село стало православним центром, на свята тут влаштовувались ярмарки. Постановою Удмуртського облвиконкому від 1 лютого 1930 року церква була закрита, священики арештовані, а через півроку розстріляні або вислані. Будівля була передана під бібліотеку. 1936 року церква була повністю знесена, а на її місці нині розташована пошта. 1991 року під відновлення храму було виділено приміщення магазину книг, 2003 року закінчились всі облаштування.